# Lesnovo Hill
Der Lesnovo Hill (englisch; bulgarisch хълм Лесново chalm Lesnowo) ist ein rund 1000 m hoher und größtenteils vereister Hügel im Norden der westantarktischen Alexander-I.-Insel. Er ragt 6,9 km südwestlich des Mount Sanderson, 19,3 km westsüdwestlich des Mount Cupola, 6,23 km nördlich des Serpent-Nunataks und 10,95 km östlich des Zentrums der Landers Peaks am westlichen Ende der Care Heights in den Rouen Mountains auf. Das Nichols-Schneefeld liegt westlich von ihm.
Britische Wissenschaftler kartierten ihn 1971. Die bulgarischen Geologen Christo Pimpirew und Borislaw Kamenow besuchten ihn am 28. Januar 1988 gemeinsam mit Philip Nell und Peter Marquis vom British Antarctic Survey. Die bulgarische Kommission für Antarktische Geographische Namen benannte ihn 2017 nach der Ortschaft Lesnowo im Westen Bulgariens.